# ملکه برومند
ملکه برومند (زادهٔ ۱۲۹۶ – درگذشتهٔ ۸ مرداد ۱۳۶۹ ه‍.خ) خواننده و بازیگر اهل ایران بود.

## زندگی‌نامه
ملکه برومند با نام اصلی ملکه‌الزمان برومندفرد، در سال ۱۲۹۶ ه‍. ش در نائیج از توابع نور در استان مازندران متولد شد.ابوالحسن صبا در مدت اقامت خود در گیلان و مازندران، بین سال‌های ۱۳۰۸ تا ۱۳۱۰ ه‍. ش، او را یافت و با خود به تهران برد. وی شش سال تحت آموزش‌های ابوالحسن صبا قرار گرفت و ردیف، ترانه‌خوانی و آواز را از او آموخت. پس از آن مدتی نواختن سنتور را از حبیب سماعی فرا گرفت. برومند از معدود افرادی بود که آواز را تنها از صبا آموخت و نزد هیچ‌یک از استادان آواز در آن زمان آموزش ندید.
ملکه برومند تحصیلات خود را در دبیرستان ناموس تهران به پایان برد. وی در سال ۱۳۱۷ ه‍. ش، به همراه ابوالحسن صبا، مرتضی محجوبی، جواد بدیع‌زاده، جلال‌الدین تاج اصفهانی، حسین‌قلی طاطایی و ملوک ضرابی به سوریه و لبنان سفر کرد. در این سفر آثاری از صبا، مهرتاش و حسین یاحقی با صدای ملکه برومند (با نام مستعار «م. ب») و تاج اصفهانی روی صفحهٔ گرامافون در در «کمپانی سودوا»∗ ضبط شد. این صفحه‌ها توسط «کمپانی آغاسی» در ایران به فروش می‌رسید.
برومند در سال ۱۳۲۳، از طریق صبا با جامعهٔ باربد آشنا شد. او تحت نظر اسماعیل مهرتاش به اجرای نمایش‌های موزیکال پرداخت و همین امر باعث شهرت بیشتر وی شد. نخستین نمایشی که برومند در آن به ایفای نقش پرداخت، لیلی و مجنون بود. او در آن نمایش نقش لیلی را بر عهده داشت. وی سال‌ها در جامعهٔ باربد، در نمایش‌ها، کنسرت‌ها و تابلوهای موزیکال حضور داشت و به همراه اسماعیل ادیب خوانساری نیز به اجرای برنامه می‌پرداخت. ملکه برومند در ۲۹ اردیبهشت ۱۳۲۷، در کنسرت انجمن موسیقی ملی با عنوان «کنسرت به یاد حافظ» که در سینما رکس برگزار شد، به خوانندگی پرداخت. روح‌الله خالقی در این مورد نوشته‌است:
«این کنسرت برنامهٔ جالبی داشت که تار تنهای استاد علینقی وزیری از قسمت‌های مهم آن بود. ضمناً برای اولین‌بار ملکهٔ هنر (حکمت شعار) دو قطعه از ساخته‌های وزیری را با نام «غم مخور» و «دلتنگ» با آوازی دلنشین خواند»
کنسرت‌های انجمن موسیقی ملی به خوانندگی ملکه برومند در ۸ مهر ۱۳۲۷ و ۱۵ خرداد ۱۳۲۸ ه‍.ش نیز برگزار شد. در این برنامه‌ها او قطعه‌های «شکایت نی» و «ناامید» اثر علینقی وزیری و «می ناب» از ساخته‌های روح‌الله خالقی را اجرا کرد. ملکه برومند پس از ازدواج با عباس حکمت‌شعار که از هنرمندان تئاتر و موسیقی بود، به «ملکه حکمت‌شعار» نیز شهرت یافت. او در سال ۱۳۳۰ ه‍.ش در چند برنامهٔ رادیویی نیز به اجرای آواز پرداخت. وی پس از جدایی از همسر اولش با علی‌اصغر نیکزاد (مینیاتوریست) ازدواج کرد و صاحب فرزندانی به نامهای همایون و هومان نیکزاد شد. برومند پس از درگذشت ابوالحسن صبا در ۲۹ آذر ۱۳۳۶ ه‍. ش، خوانندگی را رها کرد و دیگر نخواند.
ملکه برومند ۸ مرداد سال ۱۳۶۹ در تهران درگذشت و در قطعهٔ ۷۳، ردیف ۳۱، شماره ۲۱، در بهشت زهرای تهران به خاک سپرده شد.

## آثار
از جمله آثاری که با صدای ملکه برومند ضبط شده‌است می‌توان به موارد زیر اشاره کرد:
- «پیام عاشق ۱» در آواز ابوعطا، همراه با ویلن ابوالحسن صبا، پیانو مرتضی محجوبی، عود سامی ملاح
- «پیام عاشق ۲» در آواز ابوعطا، همراه با ویلن ابوالحسن صبا، پیانو مرتضی محجوبی، عود سامی ملاح
- «عشق خالص ۱» در دستگاه سه‌گاه، همراه با ویلن ابوالحسن صبا، پیانو مرتضی محجوبی، عود سامی ملاح
- «عشق خالص ۲» در دستگاه سه‌گاه، همراه با ویلن ابوالحسن صبا، پیانو مرتضی محجوبی، عود سامی ملاح
- «دل بردی از من» (صدری)، همراه با ویلن ابوالحسن صبا، پیانو مرتضی محجوبی
- «پایبند مهر»، همراه با ویلن ابوالحسن صبا، پیانو مرتضی محجوبی
- «ز دست محبوب» (اصفهان)، همراه با ویلن ابوالحسن صبا، پیانو مرتضی محجوبی، عود سامی ملاح
- «شیدا» (ماهور)، همراه با ویلن ابوالحسن صبا، پیانو مرتضی محجوبی، عود سامی ملاح
- «لای لای لای ۱»، همراه با ویلن ابوالحسن صبا، پیانو مرتضی محجوبی
- «لای لای لای ۲»، همراه با ویلن ابوالحسن صبا، پیانو مرتضی محجوبی
- «دو دلداده» (به همراه جلال‌الدین تاج اصفهانی)، همراه با ویلن ابوالحسن صبا، پیانو مرتضی محجوبی
- «آی ننه وای ننه ۱»، همراه با ویلن ابوالحسن صبا، پیانو مرتضی محجوبی
- «آی ننه وای ننه ۲»، همراه با ویلن ابوالحسن صبا، پیانو مرتضی محجوبی
- «شب عاشق ۱»، همراه با ویلن ابوالحسن صبا، پیانو مرتضی محجوبی
- «شب عاشق ۲»، همراه با ویلن ابوالحسن صبا، پیانو مرتضی محجوبی
- «من مال تو، تو مال من ۱» (به همراه جواد بدیع‌زاده)، همراه با ویلن ابوالحسن صبا، پیانو مرتضی محجوبی
- «من مال تو، تو مال من ۲» (به همراه جواد بدیع‌زاده)، همراه با ویلن ابوالحسن صبا، پیانو مرتضی محجوبی
- «پیراهن شیک ۱»، همراه با ویلن ابوالحسن صبا، پیانو مرتضی محجوبی
- «پیراهن شیک ۲»، همراه با ویلن ابوالحسن صبا، پیانو مرتضی محجوبی
- «هراویه» (محلی کردی)، همراه با ویلن ابوالحسن صبا، پیانو مرتضی محجوبی
- «نای دروان» (محلی کردی)، همراه با ویلن ابوالحسن صبا، پیانو مرتضی محجوبی
- «شکایت از مادرشوهر ۱»، همراه با ویلن ابوالحسن صبا، پیانو مرتضی محجوبی
- «شکایت از مادرشوهر ۲»، همراه با ویلن ابوالحسن صبا، پیانو مرتضی محجوبی
- «موش و گربه»، همراه با ویلن ابوالحسن صبا، پیانو مرتضی محجوبی

## واژه‌نامه
1. ^  Sodwa

## یادکردها
1. ↑  «ملکه برومند». نوای فارس.
2. ↑  «ملکه برومند». آفتاب.
3. 1 2 3 4  ملکی، ازنان موسیقی ایران، ۲۶۵.
4. 1 2 3 4  بهروز مبصری (۲۵ مرداد ۱۳۹۸). «دربارهٔ ملکه برومند». گفتگوی هارمونیک.
5. ↑  علیرضا میرعلینقی. «ویژه نامه/ ابوالحسن صبا: سنگ صبا». مجلهٔ مقام موسیقایی دی، ۱۳۸۱، شماره ۱۸، صفحهٔ ۳۵، به واسطهٔ نورمگز.
6. ↑  «ملکه برومند». راسخون.
7. ↑  دهباشی، اسطورهٔ صبا، ۶۱۲.